# Roko Baturina
Roko Baturina, né le 20 juin 2000 à Split, est un footballeur croate qui évolue au poste d'avant-centre au Málaga CF en prêt de Gil Vicente FC.

## Biographie

### Carrière en club
Baturina commence sa formation au club du RNK Split, dans sa ville natale. Il fait ainsi ses débuts avec le Split le 15 avril 2017, lors du match contre Rijeka en championnat croate.
À l'été 2018, Roko déménage au Dynamo Zagreb. Passé en prêt par le club slovène de Bravo en 2020, il est ensuite définitivement transféré au Ferencváros TC, en Championnat national hongrois.
Avec Ferencváros, il fait ses débuts en Ligue des Champions le 2 décembre 2020 à l'occasion d'un match contre le FC Barcelone.

### Carrière en sélection
En 2017, avec l'équipe des moins de 17 ans croates, Baturina prend part au championnat du monde junior à domicile. Au cours de ce tournoi tournoi, il prend part aux trois matchs de poule, contre l'Italie, la Turquie et l'Espagne. Avec un bilan d'un nul et deux défaites, la Croatie est éliminée dès le premier tour du tournoi.

## Vie personnelle
Il est le frère de Martin Baturina.